# Луговое (Синельниковский район)
Луговое (укр. Лугове) — село,
Дерезоватский сельский совет,
Синельниковский район,
Днепропетровская область,
Украина.
Код КОАТУУ — 1224881503. Население по переписи 2001 года составляло 18 человек.

## Географическое положение
Село Луговое находится на левом берегу реки Татарка,
ниже по течению на расстоянии в 1,5 км расположено село Широкосмоленка,
на противоположном берегу — село Дерезоватое.
Рядом проходят автомобильная дорога М-18 (E 105) и Т-0425.